# Federico Zuccaro

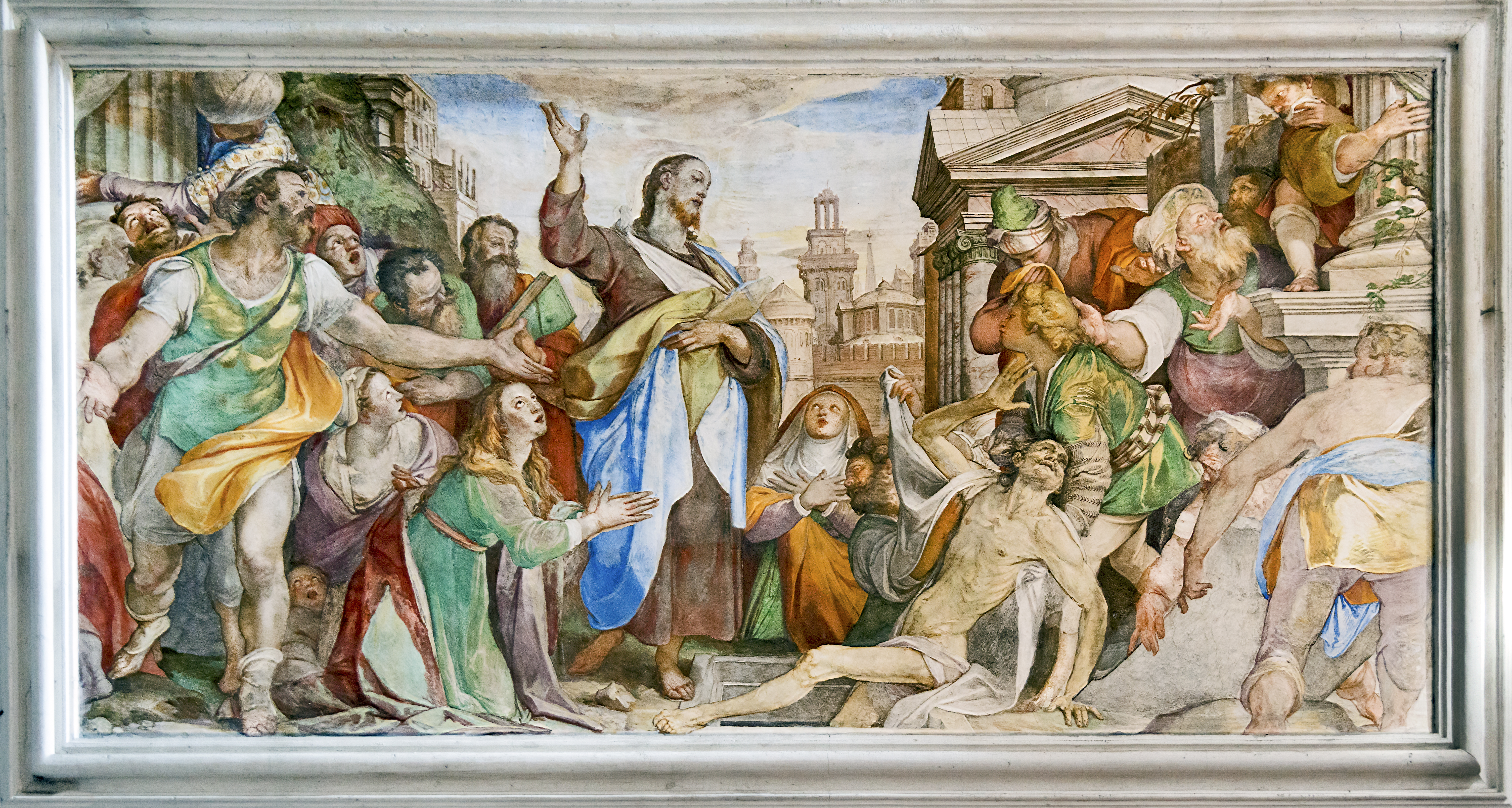
Wskrzeszenie Łazarza

Federico Zuccaro (Federico Zuccari) (ur. około 1540 w Urbino, zm. 20 lipca 1609 w Rzymie) – włoski malarz okresu późnego manieryzmu.

## Życiorys
Brat i uczeń Taddeo Zuccaro. Oprócz prac we Włoszech malował także portrety i freski w Anglii (portret królowej Elżbiety) i Hiszpanii (w Escorial). Ukończył freski zaczęte przez Giorgio Vasariego we florenckiej katedrze. W tym czasie (1577-1579) wybudował we Florencji Palazzo Zuccari. W 1607 r. napisał L'idea de' pittori, scultori ed architetti, dzieło poświęcone teorii sztuki. Był współtwórcą statutu i pierwszym przewodniczącym Akademii Świętego Łukasza. Jest też autorem fresków w apsydzie rzymskiej bazyliki pw. św. Sabiny oraz w kaplicy grobowej kardynała Bernerio, gdzie uwiecznił m.in. przyjęcie ślubów zakonnych przez Jacka i Czesława Odrowążów oraz sceny z życia Jacka. Wykonał część fresków w rzymskim Oratorio di Santa Lucia del Gonfalonieri.
Wspólnie z bratem wykonali freski w Sala Regia w pałacu watykańskim.
Jest autorem cyklu 16 rysunków (cykl ten zawierał także dodatkowo 4 rysunki z alegoriami), w którym przedstawił historię życia i kariery Taddeo.
W 1590 roku kupił działkę położoną w atrakcyjnym miejscu w pobliżu kościoła Trinità dei Monti, na pozostałościach starożytnych ogrodów Lukullusa, u zbiegu dzisiejszych ulic Via Sistina i Via Gregoriana. Wybudował tam swój kolejny dom, nazwany później Palazzetto Zuccari. W latach 1702–1714 mieszkała w nim wdowa po królu Janie III Sobieskim, Maria Kazimiera d’Arquien.
Pochowany został w Panteonie.